# Sarcophyton glaucum
Sarcophyton glaucum is een zachte koraalsoort uit de familie Alcyoniidae. De koraalsoort komt uit het geslacht Sarcophyton. Sarcophyton glaucum werd in 1833 voor het eerst wetenschappelijk beschreven door Quoy & Gaimard. 